# Alfonso de Marañón y Espinosa
Nacido en Torralba, Cuenca, en fecha desconocida, vivió alrededor del siglo XVI y comienzos del siglo XVII, desarrollando su actividad más importante en Oviedo y el Principado de Asturias. Formado como eclesiástico en el Colegio Mayor de Cuenca de la Universidad de Salamanca, fue llamado por su primo el obispo de Oviedo, Gonzalo de Solórzano, para ejercer como canónigo de la Catedral de Oviedo durante muchos años. Ostentó la dignidad de Arcediano de Tineo y fue el primer Rector de la Universidad de Oviedo. Inicialmente estaba establecido por testamento que el primer Rector de la institución fuera un pariente de Fernando Valdés Salas, Sancho de Miranda, yerno del Gran Inquisidor por su matrimonio con la sobrina del fundador, Catalina de Valdés. Sin embargo, las demoras en el inicio de la actividad de la Universidad provocaron que en 1608 hubiera fallecido. Por lo tanto, fue designado como interino Alonso Marañón de Espinosa, por orden del obispo Juan Álvarez de Caldas y el Fiscal del Consejo, Gil Ramírez de Arellano, que presentaron sendos informes favorables. Fue sustituido por Juan Ruiz de Villar en 1609.

## Obras
- Vida del Ilustrísimo. y Rvmo. Sr. D. Diego de Muros, obispo de Oviedo y fundador del Colegio de San Salvador de Oviedo (Manuscrito)
- Estatutos y constitución de la Santa Iglesia de Oviedo, Valladolid 1587
- Oficios y ceremonial de la Iglesia de Oviedo, Salamanca 1588
- Comentarios de la Santa Iglesia Catedral de Oviedo y su obispado
- Linajes de Asturias (Manuscrito)
- El Mayor de la Universidad de Salamanca: Memorias del Principado de Asturias
- Reliquias de la Cámara Santa de Oviedo y Condes de Noreña y su obispado.